# Wu Ying
Wu Ying (Dongjang, 20 maggio 1981) è un'imprenditrice cinese, sesta donna più ricca di tutta la Cina, è stata condannata a morte da un tribunale provinciale per frode finanziaria.
La sua sentenza è oggetto di revisione da parte della Corte Suprema cinese.

## Bense Group
Nel 2005 Wu Ying fondò la Bense Group a Dongyang. L'anno successivo registrò 15 distinte compagnie sotto il gruppo, con un capitale totale registrato in 300 milioni di yuan, donando 6,3 milioni di yuan in beneficenza. La sua fama ed improvvisa ricchezza fece scalpore nei media cinesi e vi furono speculazioni selvagge all'origine della sua ricchezza apparente.
Nel 2006, a soli 25 anni, dall'influente Hurun Report fu classificata come la sesta donna più ricca e la sessantottesima più ricca di tutta la Cina, con un patrimonio netto di 3.6 miliardi di yuan ($ 567 milioni)

## Dibattito sulla condanna a morte
Mentre la condanna di Wu Ying non è controversa e la stessa si è dichiarata colpevole di alcune accuse, la sua condanna a morte ha creato un'effusione di simpatia da parte del pubblico e dei media cinesi, suscitando critiche sul sistema giudiziario cinese per il trattamento meno severo riservato dei funzionari corrotti rispetto ai privati cittadini come Wu Ying. Molti hanno chiesto clemenza e l'abolizione della pena di morte per i reati economici.